# Schall & Wahn
Schall & Wahn ist das neunte Studioalbum der deutschen Indie-Rock-Band Tocotronic. Es erschien als Nachfolger des erfolgreichen Albums Kapitulation am 22. Januar 2010 bei Vertigo Records und bildet damit den Abschluss der sogenannten „Berlintrilogie“, bestehend aus den drei in Berlin aufgenommenen Alben Pure Vernunft darf niemals siegen, Kapitulation und Schall & Wahn. Die Platte beinhaltet zwölf Songs.
Schall & Wahn stieg direkt nach der Veröffentlichung auf Platz 1 in die deutschen Albumcharts ein und war damit das erste Tocotronic-Album an der Spitze der Charts.
Benannt ist das Album nach dem Roman Schall und Wahn von William Faulkner, der für den Titel ein Zitat aus Shakespeares Macbeth verwendete: „Leben … ist nichts weiter als eine Fabel, erzählt von einem Idioten, voll mit Schall und Wahn, die nichts bedeutet.“

## Rezensionen
Vom „bisher abwechslungsreichsten Album“ (Wiener Zeitung) bis „Das Warten auf das neue Album hat sich gelohnt“ (Berliner Morgenpost) – die Presse würdigte das Album überwiegend positiv. Sowohl bei der Wiener Zeitung als auch bei der Badischen Zeitung ist man sich einig: Auch wenn sich ein Lied „Keine Meisterwerke mehr“ nennt, so haben sie doch ein solches gemacht.
Matthias Möller von laut.de schrieb über das Album:

„Kein Zweifel, „Schall Und Wahn“ ist ein weiteres Meisterwerk im Oeuvre einer Band, die offensichtlich nicht gewillt ist, sich ein Versagen zu leisten.“

Jan Wigger schrieb für Spiegel Online: „Mit „Schall & Wahn“ gelingt diesen chronisch unpässlichen Verweigerungskünstlern ihre schrulligste, übergeschnappteste, blutrünstigste und am frappantesten an das weiße Album „Tocotronic“ erinnernde Werk […]“ und „[…] oszilliert zwischen reinem Genie („Das Blut an meinen Händen“), wüstem Irrsinn („Stürmt das Schloss“), hochkomischen Schnapsideen („Bitte oszillieren Sie“) und Todeswalzern […]“.
Das Hamburger Abendblatt berichtete: „Mit der Platte ‚Schall & Wahn‘, die jetzt erscheint, bewegt die Band sich zwischen Hochkultur und Kalauern.“ und „Dass das Manierierte wahrhaftig wirkt, das Märchenhafte real und das Blödelnde subtil, das ist die Wonne dieser Platte.“
Dirk Peitz von Die Zeit kommentierte kritisch: „Und so flaniert die Band durch ihre inzwischen großen musikalischen Möglichkeiten, ohne dass ein zwingender innerer Zusammenhang entstünde.“, „[…] den Schlachtrufen fehlt ein erkennbares Ziel, ein griffiger Gegner, ein konkreter Anlass.“ und „Ausgerechnet dort aber, wo man Tocotronic seit Langem nicht mehr vermutete, schaffen sie dann doch noch mal den Durchbruch: an der Spaßfront.“

## Covergestaltung
Das Cover zeigt ein Blumenbouquet des niederländischen Künstlerduos Jeroen de Rijke und Willem de Rooij namens Bouquet IV aus dem Jahr 2005.

## Singles
Als erste Single wurde am 5. Februar 2010 der Song Macht es nicht selbst als 7”- Vinyl veröffentlicht. Sie enthält die bis dahin unveröffentlichte B-Seite Abschied von den Eltern. Kurz danach kam die 12"-Variante der Single, mit 3 Remixes des Titels. Am 23. April 2010 wird die zweite Single Im Zweifel für den Zweifel als 12” Vinyl Maxi veröffentlicht. Sie enthält einen Remix von Tobias Thomas und Superpitcher und das bisher unveröffentlichte Lied Ich trage nichts von Dir in mir. Im Video zu Im Zweifel für den Zweifel tritt Schauspielerin und Sängerin Ingrid Caven auf. Am 15. Oktober 2010 erschien die 7"-Single Die Folter endet nie mit einer Liveaufnahme ihres Klassikers Die Idee ist gut, doch die Welt noch nicht bereit, welche über 10 Minuten lang ist.

## Titelliste
1. Eure Liebe tötet mich – 8:05
2. Ein leiser Hauch von Terror – 3:30
3. Die Folter endet nie – 3:52
4. Das Blut an meinen Händen – 4:38
5. Macht es nicht selbst – 4:09
6. Bitte oszillieren Sie – 2:30
7. Schall und Wahn – 5:54
8. Im Zweifel für den Zweifel – 4:26
9. Keine Meisterwerke mehr – 3:25
10. Stürmt das Schloss – 2:48
11. Gesang des Tyrannen – 4:11
12. Gift – 8:29

## Mitwirkende
- Dirk von Lowtzow: Gesang, Gitarre
- Rick McPhail: Gitarre, Keyboard, Chöre, Aufnahmen in „The Upper Room“, Hamburg
- Jan Müller: Bass, Chöre
- Arne Zank: Schlagzeug, Chöre
- Julia Wilton, Michaela Meise: Zusätzliche Gesänge
- Roland Satterwhite, Daniella Strasfogel, Ekkehard Windrich: Violinen
- Boram Lie: Violoncello
- Jakobus Durstewitz: Blechblasinstrumente
- Moses Schneider: Produzent
- Torsten Otto: Aufnahmen im Studio „Chez Chèrie“ und „Transporterraum“, Berlin
- Michael Ilbert: Abmischung im „Hansa Mix Room“, Berlin
- Michael Schwabe: Mastering im „Monoposto Mastering“, Düsseldorf
- Ebba Durstewitz, Jakobus Durstewitz: Arrangement der Blechblasinstrumente
- Thomas Meadowcraft: Streicherarrangements